# Дін-ван
Дін-ван (кит. трад.: 定王; піньїнь: Dìng) — 9-й ван Східної Чжоу, молодший син Цін-вана.
У 590-х роках до н.е. міністр Ваньсун Су набув значного впливу. У 594 році до н.е. він сприяв відновленню при владу Хуан-гуна у володіння Шао. У 606 році до н.е. Дін-ван відрядив Вансунь Су з подарунками для армії Чу.